# Wambrechies

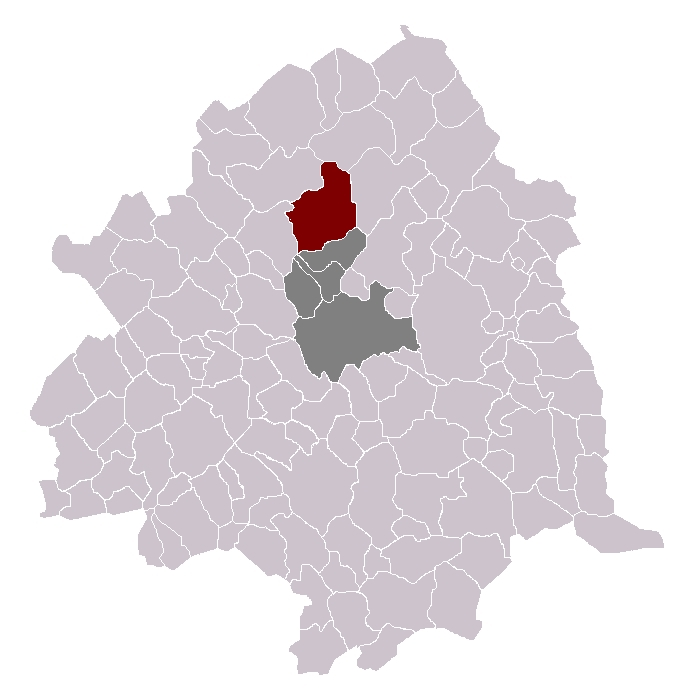
Ubicació de Wambrechies dins del cantó i el districte

Wambrechies (picard Vamberchi, neerlandès Wemmersijs) és un municipi francès, situat a la regió dels Alts de França, al departament del Nord, al marge del canal del Deule. L'any 2006 tenia 9.875 habitants. Limita al nord-oest amb Quesnoy-sur-Deûle, al nord amb Linselles, a l'oest amb Verlinghem, a l'est amb Bondues, al sud amb Marquette-lez-Lille.

## Demografia
| Evolució de la població Cassini i INSEE |       |       |       |       |       |       |       |       |
| 1793                                    | 1800  | 1806  | 1821  | 1831  | 1836  | 1841  | 1846  | 1851  |
| 3 066                                   | 3 224 | 3 481 | 3 066 | 3 322 | 3 403 | 3 571 | 3 542 | 3 571 |

| 1856  | 1861  | 1866  | 1872  | 1876  | 1881  | 1886  | 1891  | 1896  |
| ----- | ----- | ----- | ----- | ----- | ----- | ----- | ----- | ----- |
| 3 822 | 3 849 | 3 817 | 3 714 | 3 833 | 4 239 | 4 012 | 4 335 | 4 599 |

| 1901  | 1906  | 1911  | 1921  | 1926  | 1931  | 1936  | 1946  | 1954  |
| ----- | ----- | ----- | ----- | ----- | ----- | ----- | ----- | ----- |
| 4 914 | 4 634 | 4 602 | 4 057 | 4 423 | 4 693 | 4 894 | 4 984 | 5 281 |

| 1962  | 1968  | 1975  | 1982  | 1990  | 1999  | 2006 | 2011 | 2016 |
| ----- | ----- | ----- | ----- | ----- | ----- | ---- | ---- | ---- |
| 6 031 | 5 845 | 7 894 | 8 152 | 8 250 | 8 552 | -    | -    | -    |

| 2019 | - | - | - | - | - | - | - | - |
| ---- | - | - | - | - | - | - | - | - |
| -    | - | - | - | - | - | - | - | - |

## Administració
| Període   | Identitat       | Partit |
| --------- | --------------- | ------ |
| 1989-1994 | Alphonse Bredow |        |
| 1994-     | Daniel Janssens |        |